# Parc national de Yoho

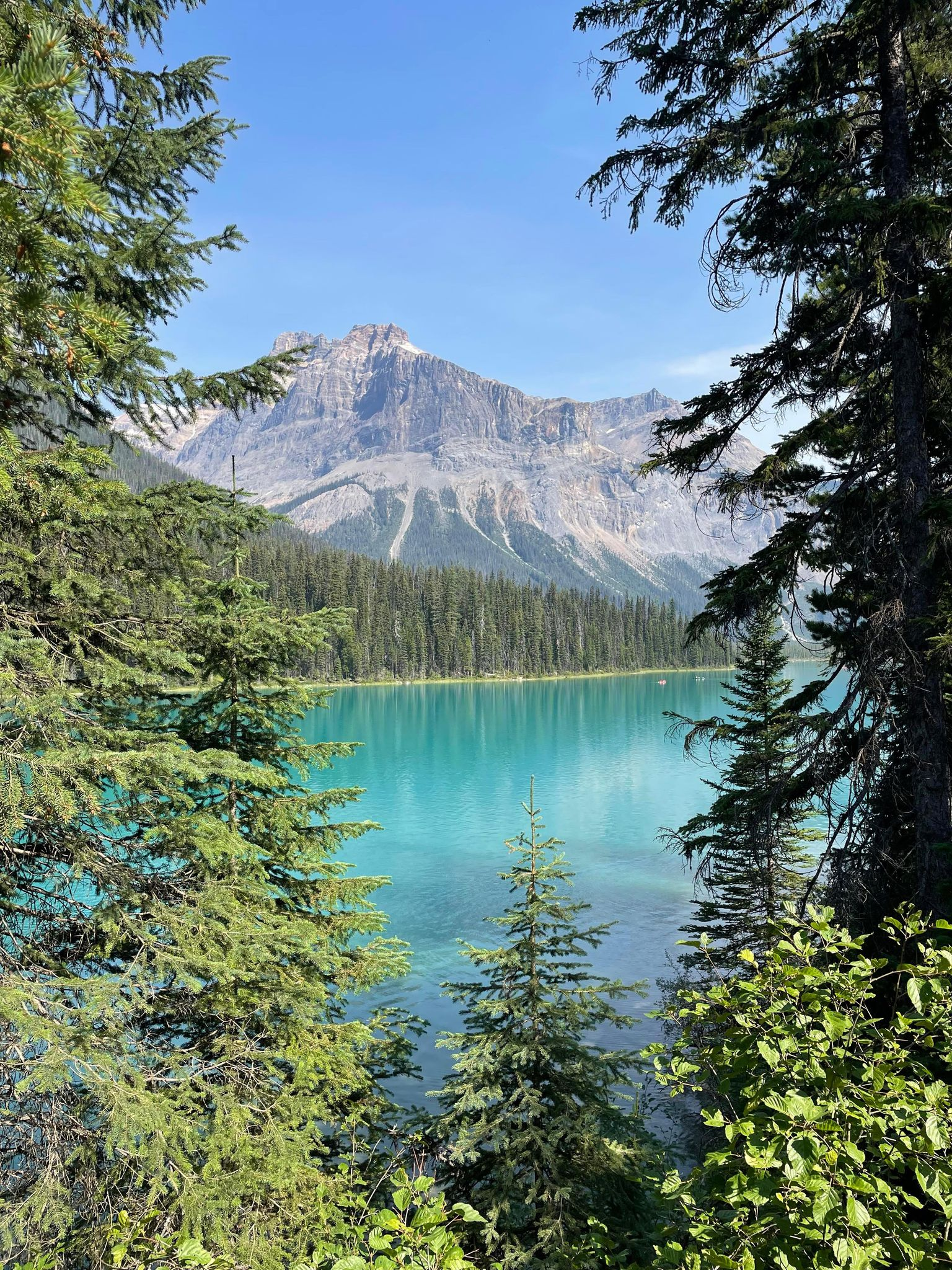
L'eau bleue du parc Yoho

Le parc national de Yoho,,, ou parc national Yoho (anglais : Yoho National Park) est un parc national canadien situé dans les montagnes Rocheuses, en Colombie-Britannique. Il est bordé au sud par le parc national de Kootenay et à l'est par le parc national de Banff.
D'une superficie de 1 313 km2, le parc Yoho est le plus petit de quatre parcs contigus avec les parcs nationaux Jasper, Kootenay et Banff. Ces parcs associés aux trois parcs provinciaux de la même zone (le parc provincial Hamber, le parc provincial du Mont Assiniboine et le parc provincial du Mont Robson) forment l'ensemble des parcs des montagnes Rocheuses canadiennes inscrits sur la Liste du patrimoine mondial de l'UNESCO depuis 1984.
La Kicking Horse River prend sa source à partir des champs de glace Wapta et Waputik. Les Montagnes Rocheuses sont constituées de roche sédimentaire avec un dépôt important de fossiles. Les schistes de Burgess présents dans le parc sont particulièrement riches.

## Origine du nom
Le nom du parc provient de l'expression d'étonnement des Cris devant le côté spectaculaire des montagnes et des vallées de la région. Ce toponyme a aussi été donné à une rivière, un lac, un glacier, un pic, un col, une vallée et un arrêt ferroviaire, tous situés dans le parc.

## Documentaire
Un documentaire est consacré au parc national de Yoho en 1953, intitulé Yoho, Wonder Valley (Yoho, vallée des merveilles).

## Beaux Arts
L'artiste canadien J. E. H. MacDonald a peint l'un des lacs du parc, le lac MacArthur.

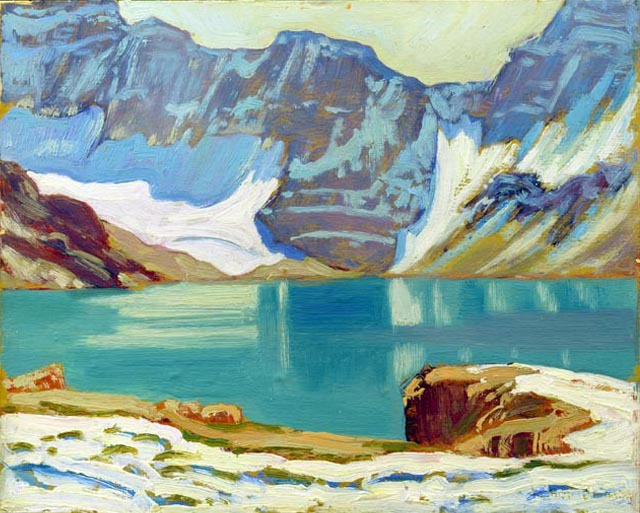
Lake McArthur, Yoho Park, 1924, J. E. H. MacDonald
Musée des beaux-arts du Canada, Ottawa